# Dingcheng (häradshuvudort i Kina, Hunan Sheng, lat 29,02, long 111,68)
Dingcheng är en häradshuvudort i Kina. Den ligger i provinsen Hunan, i den södra delen av landet, omkring 160 kilometer nordväst om provinshuvudstaden Changsha. Antalet invånare är 119 614. Befolkningen består av 59 979 kvinnor och 59 635 män. Barn under 15 år utgör 12,0 %, vuxna 15-64 år 81 %, och äldre över 65 år 6,0 %.
Runt Dingcheng är det tätbefolkat, med 442 invånare per kvadratkilometer. Närmaste större samhälle är Changde, 3,0 km norr om Dingcheng. Trakten runt Dingcheng består till största delen av jordbruksmark.
Genomsnittlig årsnederbörd är 1 808 millimeter. Den regnigaste månaden är maj, med i genomsnitt 302 mm nederbörd, och den torraste är december, med 45 mm nederbörd.